# Riche
Riche (deutsch Reich) ist eine französische Gemeinde mit 184 Einwohnern (Stand 1. Januar 2022) im Département Moselle in der Region Grand Est (bis 2015 Lothringen). Sie gehört zum Arrondissement Sarrebourg-Château-Salins. 

## Geographie
Riche liegt in Lothringen, 47 Kilometer südöstlich von Metz und elf Kilometer nordöstlich von Château-Salins auf einer Höhe zwischen 213 und 270 m über dem Meeresspiegel. Das Gemeindegebiet umfasst 6,34 km².
Zur Gemeinde Riche gehören die beiden Weiler Niverlach und Metzing.

## Geschichte
Das kleine Dorf wurde erstmals als Rista erwähnt (1202: Rich, 1782: Richtz). Es gehörte früher zum Herzogtum Lothringen und wurde 1766 von Frankreich annektiert. Auf der Gemarkung des Dorfs wurden Spuren einer ansehnlichen römischen Villa gefunden.
Aus Riche stammte die einst einflussreiche Familie von Riste, der ein Teil von Lunéville gehörte und die bereits 1102 erwähnt wird. Schloss Riste wurde 1215 von Heinrich II. von Bar eingenommen und geschleift. Jakob von Lothringen gab 1328 an das Kapitel in Vic einige Güter zu Riche. Im Jahr 1776 war Karl Anton Leroi Chavigny, Graf von Montluc, Besitzer der Ortschaft.
Durch den Frankfurter Frieden vom 10. Mai 1871 kam die Region an das deutsche Reichsland Elsaß-Lothringen, und das Dorf wurde dem Kreis Château-Salins im Bezirk Lothringen zugeordnet. Die Dorfbewohner betrieben Getreide-, Wein- und Obstbau.
Nach dem Ersten Weltkrieg musste die Region aufgrund der Bestimmungen des Versailler Vertrags 1919 an Frankreich abgetreten werden. Im Zweiten Weltkrieg war die Region von der deutschen Wehrmacht besetzt.

### Bevölkerungsentwicklung
| Jahr      | 1962 | 1968 | 1975 | 1982 | 1990 | 1999 | 2007 | 2019 |
| Einwohner | 166  | 158  | 181  | 215  | 223  | 205  | 197  | 187  |

## Wappen
Im Gemeindewappen finden sich die Symbole des Herzogtums Lothringen (Alérions), der Grafen von Salm (Lachse, bis 1707) und schließlich die Merletten der Familie Le Roy de Montluc, der letzten Herren von Riche im 18. Jahrhundert.

## Sehenswürdigkeiten

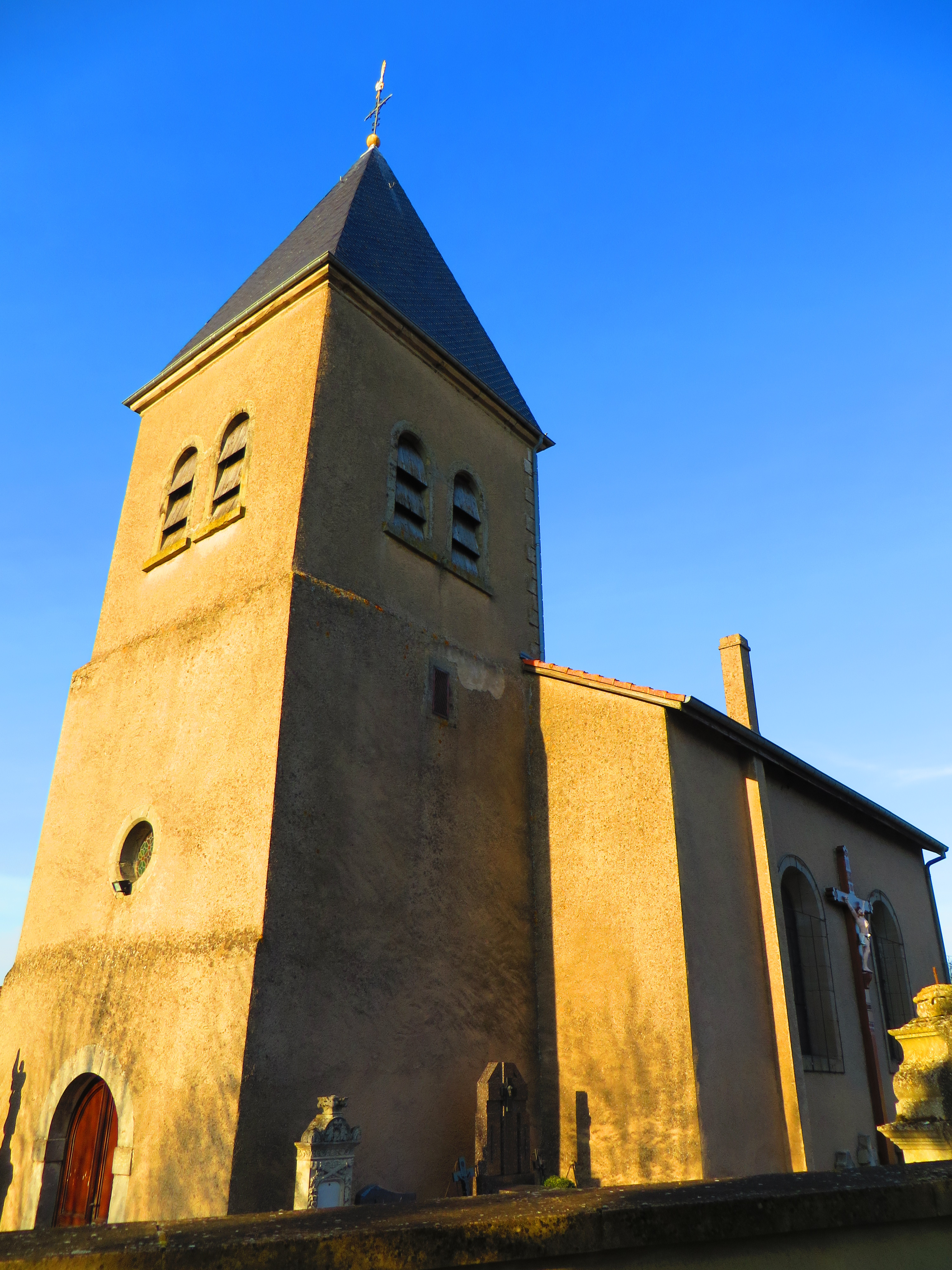
Kirche St. Étienne
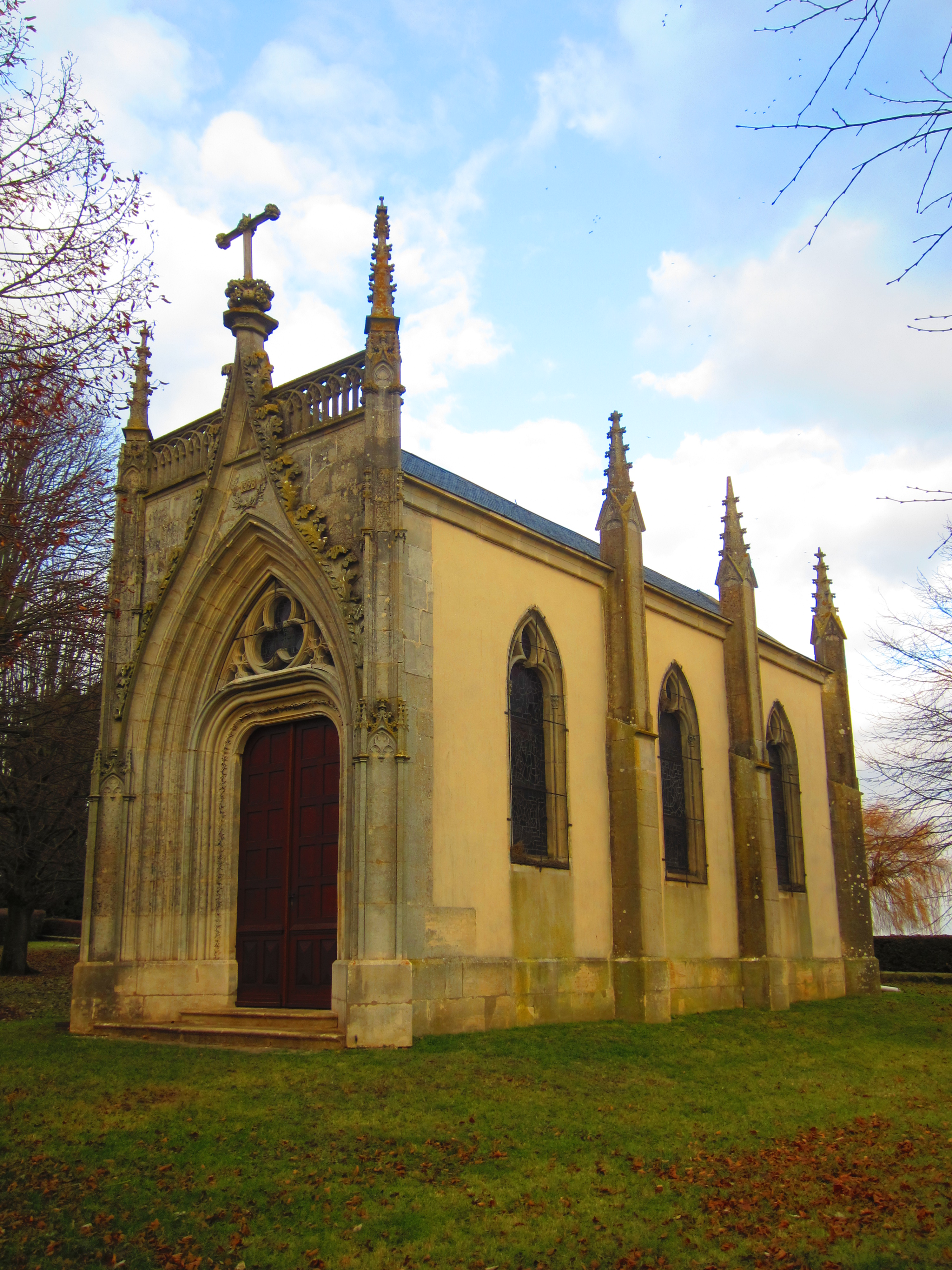
Soldatenfriedhof

- Kirche St. Étienne
- Kapelle des Soldatenfriedhofes, 1928 von der Gemeinde Saint-Médard nach Riche umgesetzt